# 실베스터 스탤론
실베스터 가르덴치오 스탤론(영어: Sylvester Gardenzio Stallone, 1946년 7월 6일 ~ )은 미국의 배우이자 영화 감독이다. 록키와 람보 시리즈의 주인공으로 유명하다. 별명은 슬라이(Sly) 혹은 이탈리아의 야생마(Italian Stallion)이다.

## 생애
실베스터 스텔론은 뉴욕에서 태어났다. 이탈리아 시칠리아에서 이민한 아버지 프랭크 스텔론 시니어와 유대계 러시아인-프랑스인 혈통 어머니 잭키 스탤론(재클린 스탤론) 사이에서 2남 중 장남으로 헬스 키친(Hell's Kitchen)의 빈민가에서 태어나 자라온 그는 9살 때 부모의 이혼으로 불우한 환경을 보내며, 학교도 여러번 옮겼다고 한다.
어머니인 잭키 스탤론이 이혼한 후 다른 남자와 다시 결혼해서 1964년에 딸을 낳았는데 그가 토니 달토이며 토니 달토는 실베스터 스탤론의 이부 여동생이다. 토니 달토는 2012년 암으로 세상을 떠났다.

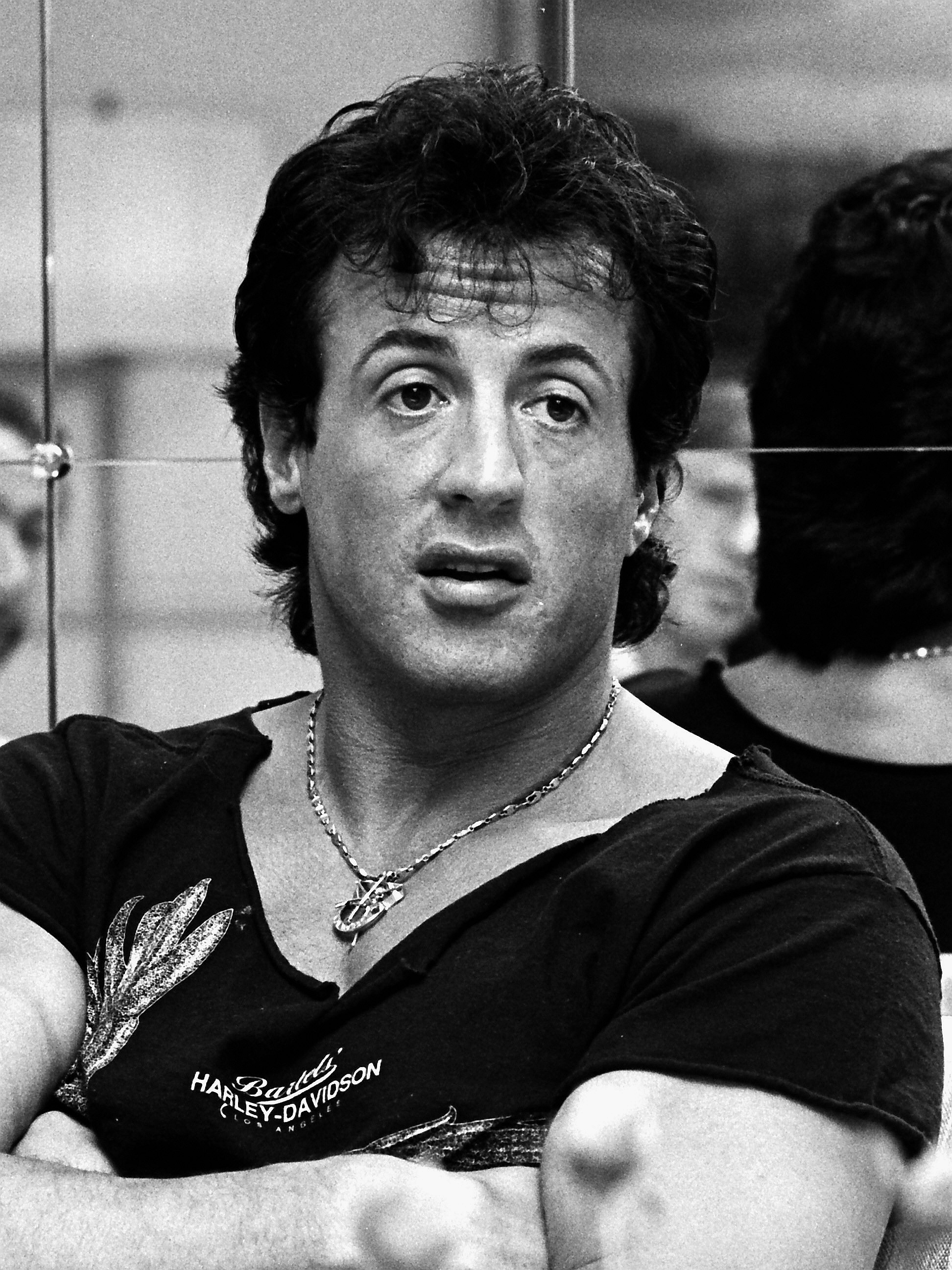
1988년의 스탤론.

스위스의 아메리칸 칼리지에 입학하였고, 결국 마이애미 대학교에서 문학사를 취득하였다.
여러 가지 고생 끝에 배우의 길로 들어간 그는 1969년 《플렛부시의 주》라는 영화로 데뷔하였는데 이 때 실베스터 스탤론이 개런티로 받은 것은 티셔츠 25벌에 불과했다. 이 영화에 대해 실베스터 스텔론 본인은 출연료 보다는 배우로서 데뷔한 것에 더 큰 의미를 두고 있다. 그 이후 피델 카스트로를 패러디한 《바나나 공화국》(1971년)과 1950년대의 10대 청년들을 그린 《브루클린의 아이들》(1974년)에 출연했다. 《죽음의 경주 2000》(1975년)에서는 주인공의 라이벌인 '머신건 죠' 역으로 출연하였고, 무하마드 알리의 권투 경기에 감동을 받아 후에 각본을 쓰면서 《록키》에 출연한다. 자신도 아카데미 상의 남우주연상 후보에까지도 올랐다. 1978년 1920년대의 노동자 투쟁을 그린 《투쟁의 나날들》과 《챔피언》(그의 첫 감독 데뷔), 1979년 《록키》의 속편인 《록키 2》을 감독, 출연하였다.
1981년 《나이트호크스》과 《승리의 탈출》(제2차 세계대전때 독일군 수용소에 감금된 연합군 포로들의 축구 생활을 그림), 1982년 《록키 3》(감독 겸)과 베트남 전쟁 베테랑 《람보》, 1985년 《람보 2》(미국의 명예를 위한 베트남에 복수)와 《록키 4》(감독 겸)에 출연하였다.
1986년 《코브라》, 1987년 《오버 더 톱》에 이어 1988년 아프가니스탄에서 소련군과 대항하는 《람보 3》에 각본,출연하였다. 1989년 《탈옥》과 《탱고와 캐쉬》(커트 러셀과 함께 주연) 등에 출연하였고, 1990년에 제작된 《록키 5》는 많은 팬들을 실망시키고 말았다.
1993년 산악 구조원으로 출연한 《클리프행어》는 손에 땀을 쥐게 느낄 정도로 많은 팬들의 열광을 얻었다. 그 후, 《데몰리션맨》, 《스페셜리스트》, 《어쌔신》 등
에 출연하였다.1997년 <캅 랜드>로 성공적인 연기 변신을 했다. 2000년대에들어서 <겟 카터> (2000), <디-톡스> (2001), <드리븐> (2001),<어벤징 안젤로> (2002) 등이 배급 문제로 한정 개봉하여 연이어 흥행 참패를 하자,50대 중반에 들어선 스탤론은 사실상 헐리우드에서 추락한 스타가 되었고 졸지에 조연급 배우가 되었다.
이어 <스파이 키드 3D: 게임 오버> (2003)과 <쉐이드> (2004)에 조연으로 출연하여 그렇게 잊혀져 갔다. 하지만, 62살에 접어든 2006년, 그가 직접 각본을 쓰고 감독을 맡고 주연을 맡은 <록키 발보아>가 비평과 흥행에서 엄청난 성공을 하고 2008년 역시 다시 한 번 주연, 각본, 감독을 맡은 <람보 4>가 흥행에 성공하자 과거의 인기를 되찾는다.
이어 2010년 역시 주연, 각본, 감독을 맡은 블록버스터 <익스펜더블>이 전세계적인 히트를 쳐 70에 가까운 나이에도 불구하고 액션 슈퍼 스타로서 또 다른 전성기를 누리고 있다. <익스펜더블> 시리즈는 <록키>, <람보> 시리즈에 이어 스탤론의 또다른 대표작이 되었다.

## 기타
- 그의 어머니인 잭키 스탤론(재클린 스탤론)은 직업이 프로레슬러이며 마이클 맥클레인과 동업을 했는데 그게 바로 오직 여자들로만 구성된 프로레슬링 단체인 GLOW이다. 잭키 스텔론은 이 사업으로 인해 여자 프로레슬링이라는 새로운 분야를 개척한 장본인이 되었다. WWE에서조차 GLOW의 영향을 강하게 받아 여자 프로레슬러를 육성한 것으로 미루어 보면 그의 어머니인 잭키 스탤론은 프로레슬링 역사에 정말 큰 한 획을 그은 것이다.

## 경력

### 배우
- <플랫부시의 주> (1969, 독립 영화) - 주연
- <아웃 오브 타우너스> (1970) - 단역
- <리버스 앤 아더 스트레인저> (1970) - 단역
- <콜 걸> (1971) - 단역
- <바나나 공화국> (1971) - 단역
- <브룩클린의 아이들> (1974) - 주연, 각본
- <알 카포네> (1975) - 단역
- <죽음의 경주> (1975) - 조연
- <잘가요 내 사랑> (1975) -단역
- <록키> (1976) - 주연, 각본
- <캐논볼> (1976) - 단역
- <투쟁의 날들> (1978) - 주연, 각본
- <챔피언> (1978) - 주연, 각본, 감독
- <록키 2> (1979) - 주연, 각본, 감독
- <나이트 호크> (1981)- 주연
- <승리의 탈출> (1981) - 주연
- <록키 3> (1982) - 주연, 각본, 감독
- <람보> (1982) - 주연, 각본
- <스테잉 얼라이브> (1983) - 제작, 각본, 감독
- <귀향> (1984) - 주연, 각본
- <록키 4> (1985) - 주연, 각본, 감독
- <람보 2> (1985) - 주연, 각본
- <코브라> (1986) - 주연, 각본
- <오버 더 톱> (1987) - 주연, 각본
- <람보 3> (1988) - 주연, 각본
- <탈옥> (1989) - 주연
- <탱고와 캐쉬> (1989) - 주연
- <록키 5> (1990) - 주연, 각본
- <엄마는 해결사> (1991) - 주연
- <오스카> (1991) - 주연
- <클리프 행어> (1993) - 주연, 각본
- <데몰리션 맨> (1993) - 주연: 존 스파탄 역
- <스페셜리스트> (1994) - 주연
- <어쌔씬> (1995) - 주연
- <저지 드레드> (1995) - 주연
- <데이라잇> (1996) - 주연
- <캅 랜드> (1997) - 주연
- <개미> (1998) - (목소리)
- <겟 카터> (2000) - 주연
- <디-톡스> (2001) - 주연
- <드리븐> (2001) - 주연, 각본, 제작
- <어벤징 안젤로> (2002) - 주연
- <택시 3> (2003) - (카메오)
- <스파이 키드 3D> (2003) - 조연
- <쉐이드> (2003) - 주연
- <라스 베가스> (2003) - 주연
- <록키 발보아> (2006) - 주연, 기획, 각본, 감독
- <나의 판타스틱 데뷔작> (2007) - (카메오)
- <람보 4: 라스트 블러드> (2008) - 주연, 각본, 제작, 감독
- <익스펜더블> (2010) - 주연, 각본, 감독
- <동물원 사육사> (2011) - (목소리)
- <익스펜더블 2> (2012) - 주연, 각본
- <불릿 투 더 헤드> (2013) - 주연
- <이스케이프 플랜> (2013) - 주연
- <홈 프론트> (2013) - 각본, 제작
- <그러지 매치> (2013) - 주연
- <익스펜더블 3> (2014) - 주연, 각본
- <리치 미> (2014) - 주연
- <크리드> (2015) - 주연
- <갤럭시 히어로즈: 라쳇 앤 클랭크> (2016) - 주연
- <가디언즈 오브 갤럭시 VOL. 2> (2017) - 조연
- <애니멀 크래커> (2017) - 주연 : 총알맨 역 (목소리)
- <비스트마스터: 최강자 서바이벌> (2017, 넷플릭스) - 주연 : 본인 역
- <이스케이프 플랜 2: 하데스> (2018) - 주연
- <크리드 2> (2018) - 각본, 프로듀서, 주연 : 록키 발보아 역
- <아이돌스 아이> (2018) - 주연
- <터프 애즈 데이 컴> (2018) - 감독, 제작, 주연
- <람보 : 라스트 워> (2019) - 각본, 주연 : 람보 역
- <엑스 바그다드> (2019) - 주연
- <더 수어사이드 스쿼드> (2021) - 주연 : 킹 샤크 목소리 역
- <가디언즈 오브 갤럭시: Volume 3> (2023) - 조연 : 스카다 오코도 역

## 수상 경력
- 1976년 캔자스시티비평가협회상 남우주연상
- 1977년 다비드 디 도나텔로 어워즈 외국남자배우상
- 1979년 쇼웨스트어워즈 올해의 스타상
- 1982년 주피터어워즈 외국남자배우상
- 1984년 쇼웨스트어워즈 올해의 스타상
- 1985년 골든애플어워즈 소어애플상
- 1985년 브라보오토어워즈 남자배우상
- 1985년 제5회 골든라즈베리시상식 최악의 남우주연상
- 1986년 헤이스티 푸딩 씨어트리컬 올해의 남성상
- 1986년 제6회 골든라즈베리시상식 최악의 남우주연상
- 1986년 제6회 골든라즈베리시상식 최악의 감독상
- 1986년 제12회 피플스초이스어워즈 가장좋아하는 남자배우상
- 1989년 제9회 골든라즈베리시상식 최악의 남우주연상
- 1992년 제17회 세자르영화제 평생공로상
- 1993년 제13회 골든라즈베리 최악의 남우주연상
- 1997년 제23회 새턴어워즈 평생공로상
- 1997년 스톡홀름국제영화제 남우주연상
- 1997년 골든애플어워즈 올해의 남성상
- 1998년 제9회 팜스프링스국제영화제 데저트 팜 업적상
- 2000년 제20회 골든라즈베리시상식 20세기 최악의 남우주연상
- 2002년 비디오 딜리어스 소프트웨어 협회상 밀레니엄 어워즈 액션스타상
- 2004년 제24회 골든라즈베리시상식 최악의 남우조연상
- 2004년 제39회 골든카메라시상식 최우수해외남자배우상
- 2005년 타우러스월드스턴트어워즈 타우러스평생공로상
- 2008년 주리치필름페스티벌 골든아이콘상
- 2009년 제66회 베니스국제영화제 제저-리코울처 글로이 투 더 필름마커상
- 2010년 제14회 할리우드영화제 평생공로상
- 2012년 시네마콘어워즈 평생공로상
- 2013년 사인로컴국제영화제 평생공로상
- 2015년 보스턴온라인비평가협회상 남우조연상
- 2015년 St.게이트웨이 비평가협회상 남우조연상
- 2015년 남동부비평가협회상 남우조연상
- 2015년 유타비평가협회상 남우조연상
- 2015년 포닉스비평가협회상 남우조연상
- 2015년 오스틴비평가협회상 남우조연상
- 2015년 라스베가스비평가협회상 남우조연상
- 2015년 조지아비평가협회상 남우조연상
- 2015년 골든스모이스어워즈 남우조연상
- 2015년 블랙영화비평가협회상 남우조연상
- 2016년 어워즈 씨어큐트 커뮤니티 어워즈 남우조연상
- 2016년 골드더비어워즈 영화부문 남우조연상
- 2016년 오클라호마비평가협회상 남우조연상
- 2016년 제87회 미국비평가협회상 남우조연상
- 2016년 제31회 산타바바라국제영화제 몬테시토상
- 2016년 제73회 골든글로브시상식 남우조연상
- 2016년 제21회 크리틱스초이스어워즈 남우조연상
- 2016년 제36회 골든라즈베리시상식 리디머상